# 뉴욕경찰 24시
뉴욕경찰 24시(NYPD Blue)는 1993년 9월 21일부터 2005년 3월 1일까지 ABC에서 방영된 드라마이다. 대한민국에서는 1995년 MBC에서 방영되었다.